# Mistrzostwa Europy w Strzelaniu z 10 m 2018
Mistrzostwa Europy w Strzelaniu z 10 metrów 2018 – 47. edycja mistrzostw Europy w strzelaniu z 10 metrów, których zawody zostały rozegrane w Győr, w dniach 16-26 lutego 2018 roku.
Klasyfikację medalową wygrała Rosja przed Ukrainą i Szwecją. Polska zajęła 16. pozycję w tej samej klasyfikacji.

## Medaliści
Seniorzy
| Konkurencja                       | Data      | Złoto                                                                             | Srebro                                                                    | Brąz                                                                   |
| MĘŻCZYŹNI                         |           |                                                                                   |                                                                           |                                                                        |
| karabin, 10 m                     | 23 lutego | Władimir Maslennikow                                                              | Aleksander Driagin                                                        | Petar Gorša                                                            |
| karabin, 10 m (druż.)             | 25 lutego | Rosja · Siergiej Kamienskij · Władimir Maslennikow · Aleksander Driagin           | Chorwacja · Petar Gorša · Marin Čerina · Miran Maričić                    | Węgry · István Péni · Péter Sidi · Péter Somogyi                       |
| pistolet, 10 m                    | 24 lutego | Yusuf Dikeç                                                                       | Artiom Czernousow                                                         | João Costa                                                             |
| pistolet, 10 m (druż.)            | 25 lutego | Ukraina · Pawło Korostylow · Ołeh Omelczuk · Wiktor Bankin                        | Serbia · Damir Mikec · Dimitrije Grgić · Dusko Petrov                     | Niemcy · Matthias Holderried · Philipp Käfer · Michael Schwald         |
| ruchoma tarcza, 10 m              | 20 lutego | Emil Martinsson                                                                   | Jesper Nyberg                                                             | Maksim Stepanow                                                        |
| ruchoma tarcza, 10 m (druż.)      | 20 lutego | Szwecja · Jesper Nyberg · Emil Martinsson · Niklas Bergström                      | Rosja · Władisław Prianisznikow · Maksim Stepanow · Władisław Szczepotkin | Finlandia · Tomi-Pekka Heikkila · Heikki Lahdekorpi · Krister Holmberg |
| ruchoma tarcza, 10 m, mix         | 21 lutego | Władisław Szczepotkin                                                             | Maksim Stepanow                                                           | László Boros                                                           |
| ruchoma tarcza, 10 m, mix (druż.) | 21 lutego | Rosja · Władisław Prianisznikow · Maksim Stepanow · Władisław Szczepotkin         | Szwecja · Emil Martinsson · Jesper Nyberg · Niklas Bergström              | Węgry · László Boros · József Sike · Tamás Tasi                        |
| KOBIETY                           |           |                                                                                   |                                                                           |                                                                        |
| karabin, 10 m                     | 23 lutego | Stine Nielsen                                                                     | Katarzyna Komorowska                                                      | Manon Smeets                                                           |
| karabin, 10 m (druż.)             | 25 lutego | Rumunia · Laura-Georgeta Coman · Roxana-Georgiana Tudose · Eliza Alexandra Molnar | Dania · Stine Nielsen · Rikke Ibsen · Line Petermann                      | Ukraina · Anna Ilina · Marija Wojcechiwska · Olga Zakapko              |
| pistolet, 10 m                    | 24 lutego | Céline Goberville                                                                 | Zorana Arunović                                                           | Bobana Momčilović Veličković                                           |
| pistolet, 10 m (druż.)            | 25 lutego | Rosja · Witalina Bacaraszkina · Jekaterina Korszunowa · Margarita Łomowa          | Niemcy · Monika Karsch · Sandra Reitz · Carina Wimmer                     | Serbia · Zorana Arunović · Bobana Momčilović Veličković · Jelena Tomić |
| ruchoma tarcza, 10 m              | 20 lutego | Julija Ejdenzon                                                                   | Wiktorija Rybowałowa                                                      | Olga Stepanowa                                                         |
| ruchoma tarcza, 10 m (druż.)      | 20 lutego | Rosja · Olga Stepanowa · Julija Ejdenzon · Irina Izmałkowa                        | Ukraina · Wiktorija Rybowałowa · Galina Awramienko · Liudmiła Wasiljuk    | Węgry · Veronika Major · Edit Mathe · Gabriella Kortvelyessy           |
| ruchoma tarcza, 10 m, mix         | 21 lutego | Olga Stepanowa                                                                    | Julija Ejdenzon                                                           | Galina Awramienko                                                      |
| ruchoma tarcza, 10 m, mix (druż.) | 21 lutego | Rosja · Olga Stepanowa · Julija Ejdenzon · Irina Izmalkowa                        | Ukraina · Galina Awramienko · Wiktorija Rybowałowa · Liudmiła Wasiljuk    | Węgry · Veronika Major · Edit Mathe · Gabriella Kortvelyessy           |
| KONKURENCJE MIESZANE              |           |                                                                                   |                                                                           |                                                                        |
| karabin, 10 m (mikst)             | 24 lutego | Rosja II · Daria Wdowina · Władimir Maslennikow                                   | Serbia I · Andrea Arsović · Milutin Stefanović                            | Ukraina I · Anna Ilina · Ołeg Carkow                                   |
| pistolet, 10 m (mikst)            | 23 lutego | Rosja II · Margarita Łomowa · Artiom Czernousow                                   | Serbia I · Zorana Arunović · Damir Mikec                                  | Ukraina I · Ołena Kostewycz · Ołeh Omelczuk                            |
| ruchoma tarcza, 10 m (mikst)      | 21 lutego | Rosja I · Maksim Stepanow · Olga Stepanowa                                        | Rosja II · Władisław Szczepotkin · Julija Ejdenzon                        | Francja · Nicolas Tranchant · Florence Louis                           |

Juniorzy
| Konkurencja                       | Data      | Złoto                                                                  | Srebro                                                                | Brąz                                                                 |
| MĘŻCZYŹNI                         |           |                                                                        |                                                                       |                                                                      |
| karabin, 10 m                     | 20 lutego | Ilja Marsow                                                            | Filip Nepejchal                                                       | Grigorij Szamakow                                                    |
| karabin, 10 m (druż.)             | 22 lutego | Rosja · Dmytro Omielianenko · Kiriłł Kozjuk · Andrij-Ołeg Złonkiewicz  | Chorwacja · Borna Petanjek · Luka Štrbenac · Denis Tomašević          | Włochy · Carmine Formichella · Alexandros Chatziplis · Marco Suppini |
| pistolet, 10 m                    | 21 lutego | Anton Aristarchow                                                      | Aleksander Pietrow                                                    | Aleksander Kondraszin                                                |
| pistolet, 10 m (druż.)            | 22 lutego | Rosja · Anton Aristarchow · Aleksander Kondraszin · Aleksander Pietrow | Ukraina · Maksym Horodyniec · Bohdan Kirylenko · Dmytro Honta         | Niemcy · Paul Fröhlich · Jonathan Mader · Robin Walter               |
| ruchoma tarcza, 10 m              | 23 lutego | Denys Babliuk                                                          | Espen Teppdalen Nordsveen                                             | Jowannes Margarian                                                   |
| ruchoma tarcza, 10 m (druż.)      | 23 lutego | Ukraina · Denys Babliuk · Maksym Babuszok · Danyło Danilenko           | Rosja · Samir Chagi · Pawieł Gołubiew · Jegor Spieknow                | Węgry · István Sándor · Ferenc Haris · Aron Macsek                   |
| ruchoma tarcza, 10 m, mix         | 24 lutego | Maksym Babuszok                                                        | Danyło Danilenko                                                      | Espen Teppdalen Nordsveen                                            |
| ruchoma tarcza, 10 m, mix (druż.) | 24 lutego | Ukraina · Maksym Babuszok · Danyło Danilenko · Denys Babliuk           | Rosja · Samir Chagi · Pawieł Gołubiew · Jegor Spieknow                | Węgry · Istvan Sandor · Ferenc Haris · Aron Macsek                   |
| KOBIETY                           |           |                                                                        |                                                                       |                                                                      |
| karabin, 10 m                     | 20 lutego | Anna Janssen                                                           | Anastasija Dierewiagina                                               | Marija Malic                                                         |
| karabin, 10 m (druż.)             | 22 lutego | Niemcy · Lisa Haunerdinger · Anna Janssen · Larissa Weindorf           | Finlandia · Natalia Kemppi · Marianne Palo · Henna Viljanen           | Rosja · Daria Bołdinowa · Anastasija Dierewiagina · Tatiana Charkowa |
| pistolet, 10 m                    | 21 lutego | Denisa Bezdecna                                                        | Mirosława Minczewa                                                    | Jana Jenina                                                          |
| pistolet, 10 m (druż.)            | 22 lutego | Rosja · Jana Jenina · Jekaterina Czikanowa · Olga Wieretielnikowa      | Włochy · Giulia Campostrini · Maria Varicchio · Margherita Veccaro    | Białoruś · Liubow Strałczonak · Juljana Rohacz · Margaryta Ramanczuk |
| ruchoma tarcza, 10 m              | 23 lutego | Anna Kostina                                                           | Ksenija Anufriewa                                                     | Darja Rożniatowska                                                   |
| ruchoma tarcza, 10 m (druż.)      | 23 lutego | Rosja · Anna Kostina · Ksenija Anufriewa · Tatiana Bołtajewa           | Ukraina · Kristina Hilewycz · Darja Rożniatowska · Wiktorija Stecjura | Węgry · Klaudia Palánki · Borbála Csányi · Viktória Nagy             |
| ruchoma tarcza, 10 m, mix         | 24 lutego | Anna Kostina                                                           | Darja Rożniatowska                                                    | Kristina Hilewycz                                                    |
| ruchoma tarcza, 10 m, mix (druż.) | 24 lutego | Rosja · Anna Kostina · Ksenija Anufriewa · Tatiana Bołtajewa           | Ukraina · Darja Rożniatowska · Kristina Hilewycz · Wiktorija Stecjura | Węgry · Klaudia Palánki · Borbála Csányi · Viktória Nagy             |
| KONKURENCJE MIESZANE              |           |                                                                        |                                                                       |                                                                      |
| karabin, 10 m (mikst)             | 21 lutego | Rosja II · Tatiana Charkowa · Grigorij Szamakow                        | Rosja I · Daria Bołdinowa · Ilja Marsow                               | Norwegia I · Jeanette Hegg Duestad · Benjamin Tingsrud Karlsen       |
| pistolet, 10 m (mikst)            | 20 lutego | Rosja I · Jana Jenina · Anton Aristarchow                              | Bułgaria II · Monika Botiewa · Kałojan Stamienow                      | Bułgaria I · Mirosława Minczewa · Kirił Kirow                        |

## Klasyfikacja medalowa
| Poz. | Reprezentacja | złoto | srebro | brąz | Razem |
| ---- | ------------- | ----- | ------ | ---- | ----- |
| 1.   | Rosja         | 23    | 12     | 6    | 41    |
| 2.   | Ukraina       | 5     | 8      | 6    | 19    |
| 3.   | Szwecja       | 2     | 2      | 0    | 4     |
| 4.   | Niemcy        | 2     | 1      | 2    | 5     |
| 5.   | Czechy        | 1     | 1      | 0    | 2     |
|      | Dania         | 1     | 1      | 0    | 2     |
| 7.   | Francja       | 1     | 0      | 1    | 2     |
| 8.   | Rumunia       | 1     | 0      | 0    | 1     |
|      | Turcja        | 1     | 0      | 0    | 1     |
| 10.  | Serbia        | 0     | 4      | 3    | 7     |
| 11.  | Bułgaria      | 0     | 2      | 1    | 3     |
|      | Chorwacja     | 0     | 2      | 1    | 3     |
| 13.  | Norwegia      | 0     | 1      | 2    | 3     |
| 14.  | Finlandia     | 0     | 1      | 1    | 2     |
|      | Włochy        | 0     | 1      | 1    | 2     |
| 16.  | Polska        | 0     | 1      | 0    | 1     |
| 17.  | Węgry         | 0     | 0      | 9    | 9     |
| 18.  | Armenia       | 0     | 0      | 1    | 1     |
|      | Białoruś      | 0     | 0      | 1    | 1     |
|      | Holandia      | 0     | 0      | 1    | 1     |
|      | Portugalia    | 0     | 0      | 1    | 1     |